# دوبلون (جزيرة)
تونواس والمعروفة أيضا باسمها الإسباني دوبلون، هي جزيرة من جزر تشوك (سابقا تراك) لاجون، في ولايات ميكرونيسيا المتحدة. وتبلغ مساحتها 8.8 كيلومتر مربع وعدد السكانها 3200 نسمة في آخر تعداد الذي تم عام(1980). مسار ضيق ذات حارة واحدة يحيط بالجزيرة على شكل حلقة، مما يتيح الوصل إلى الأراضي والمستوطنات الصغيرة، وإلى مدرستين وأطلال عسكرية يابانية، والتي بدورها تحتوي على ما تبقى من مرسى طائرة مائية كبيرة وخزانات للوقود. لا يزال مركز الإدارة اليابانية القديم والذي يعود تاريخه إلى فترة الولاية 1920 - 1930 موجودا، ويستخدم حاليا كمبنى حكومي.
وكانت دوبلون مقر للجيش الإمبراطوري الياباني خلال الحرب العالمية الثانية. وكان اليابانيون يطلقون على الجزيرة اسم ناتسو شيما، وهو ما يعني «جزيرة الصيف».

## وصلات خارجية
- دليل جزر ميكرونيزيا